# Панаев, Борис Геннадьевич

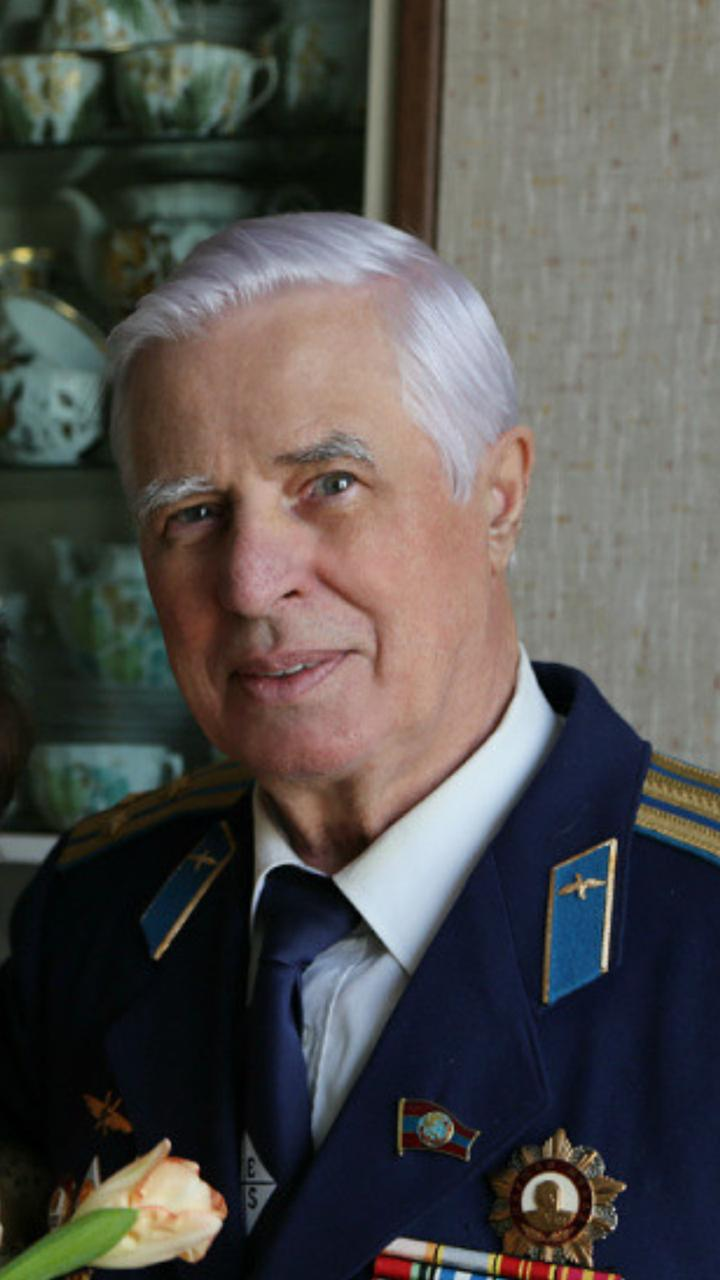

Панаев Борис Геннадьевич — родился 27 января 1937 года, в городе Бийске Алтайского края РФ. Умер 24 января 2020 года в городе Москве. В 1970-80 гг.  проходил военную службу в составе Группы советских войск в Германии  (ГДР.) Полковник в запасе ВВС СССР. 
Панаев Борис Геннадьевич являлся основателем и первым президентом Федерации Футзала России. 
В честь него многократно разыгрывался кубок Бориса Панаева по футзалу.
В 1955 году закончил среднюю школу № 3 города Бийска Алтайского края. В 1958 году закончил Ачинское военное авиационное училище ВВС СССР.
С 24 марта 1966 года являлся судьёй по спорту республиканской категории и состоял в Московском городском совете Союза Спортивных обществ и организаций.
В 1987 году после согласования с Государственным комитетом СССР по физической культуре и спорту основал Федерацию Футзала СССР, являлся её председателем, а затем с 1991 года первым президентом.
Благодаря Панаеву Б.Г. на государственном уровне были официально признаны сначала мини футбол, а затем футбол в залах.
Неоднократно представлял российский футбол в залах на международном уровне, являлся близким другом президента конгресса Европейского союза футбола в залах (УЕФС) Антонио Альберка Гарсия (Испания).